# 公共关系认证
职业公共关系认证（英語：Accredited in public relations, APR），是在公共关系领域中，由寰球认证委员会（英語：Universal Accreditation Board）提供的职业认证。

## 公共关系认证（APR）
公共关系认证是一个工业职业公益认证项目，专门授给该领域具备职业技能和道德规范的个人。具备APR认证的人需要在现在公共关系领域具备广泛的知识、战略视野和牢固的职业判断。目前，有约5,000人获得过该认证。
认证项目创立于1964年，最初的目标是团结和提高在公共关系领域具备知识、经验和专业判断的人士团队。
认证者资格需要具备至少5年的行业经验，首先，候选人需要提交一份答卷，回答专业领域的一些问题，说明其公司或组织，以及申请意愿。如果通过，候选人需要和一个专业的公共关系评审组面试，并提交一份论文。终选是进行计算机上的考试，考题主要为公共关系领域的知识、技能和实践能力。认证具备终生效力，但是每隔三年，需要进行维护申请，具体详述职业发展计划，以及一个UAB组织的会员资格。

## APR+M
軍方公共關係認證（英語：Accreditation in Public Relations and Military Communications, APR+M），是設計給美國國防部及美軍公共關係相關人士的職業認證。

## 腳註
1. ↑  . accreditation.prsa.org.   [2021-10-25]. （原始内容存档于2021-12-07）.